# Francisco José da Rocha (político)
Francisco José da Rocha ComNSC (Salvador, 10 de fevereiro de 1832 — Rio de Janeiro, 1897) foi um advogado, jornalista e político brasileiro.
Foi bacharel pela Faculdade de Direito do Recife em 1852.
Foi 4º vice-presidente da província da Bahia, nomeado por carta imperial de 15 de maio de 1870, assumindo a presidência interinamente de 15 de abril a 17 de outubro de 1871. Foi nomeado presidente da província de Santa Catarina em 1 de setembro de 1885, governando de 29 de setembro de 1885 a 20 de maio de 1888.
Foi cavaleiro da Imperial Ordem da Rosa e comendador da Ordem de Nossa Senhora da Conceição de Vila Viçosa.